# Laj-wu
Laj-wu (čínsky pchin-jinem Láiwú, znaky 莱芜 je městský obvod v Čínské lidové republice, kde patří k subprovinčnímu městu Ťi-nan, hlavnímu městu provincie Šan-tung. Obvod má rozlohu 1 731 čtverečních kilometrů a necelý milion obyvatel.

## Poloha
Laj-wu se rozkládá na jihovýchodě Ťi-nanu, na severu hraničí s dalším ťinanským obvodem Čang-čchiou, na jihovýchodě s obvodem Kang-čcheng. Na západě hraničí s městskou prefekturou Tchaj-an, na východě s městskou prefekturou C’-po.

## Historie
V místech obvodu Laj-wu vznikl okres Laj-wu už v období Západní Chan (2.-1. století př. n. l.), v období Severní Wej (386–543) byl zrušen a jeho území předáno sousedním okresům. Znovu byl vytvořen roku 704 a s přestávkou v letech 820–827 existoval do konce 20. století. Roku 1983 byl okres Laj-wu reorganizován v městský okres a roku 1992 opět reorganizován v městskou prefekturu Laj-wu, skládající se ze dvou městských obvodů - Laj-čcheng a Kang-čcheng.
Roku 2019 byla prefektura Laj-wu zrušena a oba její obvody začleněny do Ťi-nanu, přičemž obvod Laj-čcheng byl přejmenován na Laj-wu.